# پونته دی پیاوه
پونته دی پیاوه (به ایتالیایی: Ponte di Piave) یک کومونه در ایتالیا است که در استان ترویزو واقع شده‌است. پونته دی پیاوه ۳۲٫۸ کیلومتر مربع مساحت و ۸٬۱۱۳ نفر جمعیت دارد و ۱۲ متر بالاتر از سطح دریا واقع شده‌است.